# Basílica dos Santos Bonifácio e Aleixo
Santi Bonifacio e Alessio ou Basílica dos Santos Bonifácio e Aleixo, conhecida ainda como Sant'Alessio all'Aventino, é uma basílica menor localizada no Monte Aventino (rione Ripa) em Roma, Itália, dedicada a São Bonifácio de Tarso e Santo Aleixo.
O cardeal-presbítero protetor do título de São Bonifácio e Santo Aleixo é Paulo Cezar Costa, Arcebispo de Brasília.

## História

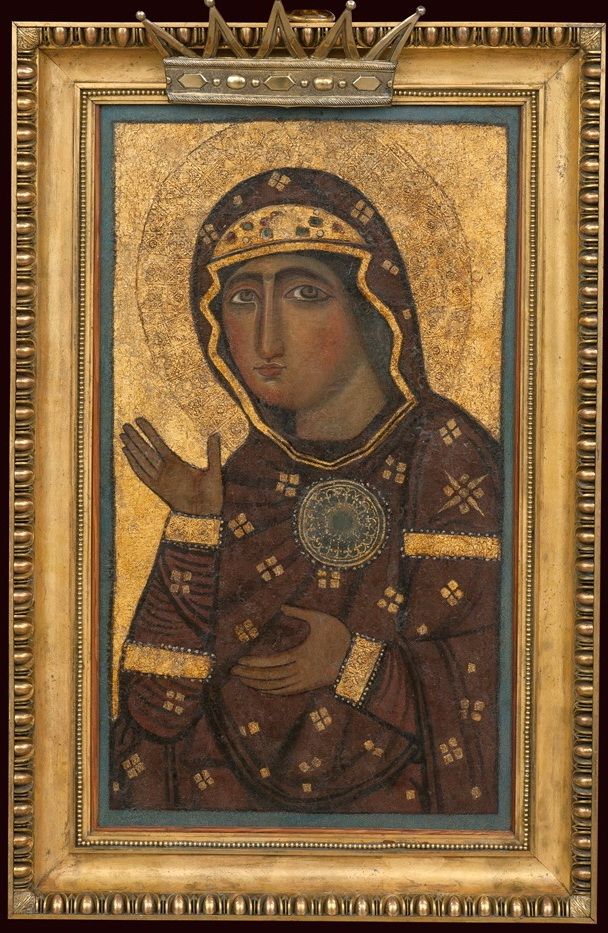
Madonna di Sant’ Alessio (Madonna dell' Intercessione)

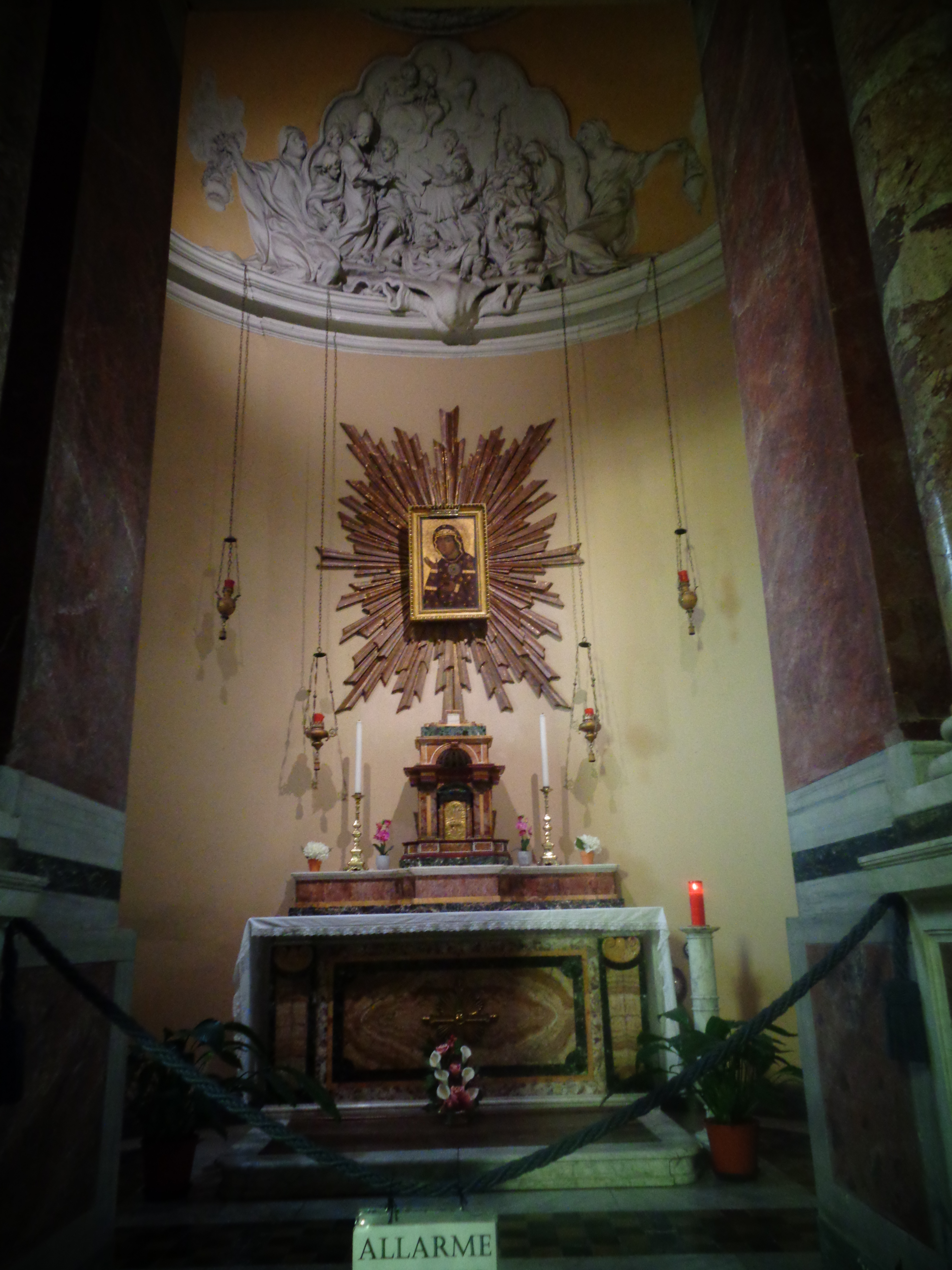
Madonna di Sant'Alessio

Fundada entre os séculos III e IV, Santi Bonifacio e Alessio foi reformada em 1216 pelo papa Honório III (algumas colunas do edifício original podem ser vistas na abside do atual edifício), em 1582, na década de 1750 por Tommaso De Marchis (seu altar-mor sobreviveu) e finalmente entre 1852 e 1860. A fachada seiscentista é da época de De Marchis e o campanário é românico.
No interior, no lado sul da nave (lado direito a partir da entrada) está o monumento funerário de Eleonora Boncompagni Borguese (1693), projetado por Giovan Contini Batiste, e, no braço direito do transepto, na Capela de Carlos IV da Espanha, está um ícone da Assunção (Madonna di Sant’ Alessio, Madonna dell' Intercessione) do século XII que se acredita, tradicionalmente, ter sido trazido do oriente pelo próprio Santo Aleixo. A igreja abriga ainda a lápide de Pedro Savelli (a família do papa Honório) e o túmulo do cardeal Giovanni Vincenzo Gonzaga.
Uma cripta românica ainda existe abaixo da igreja e cujo altar abriga as relíquias de São Tomás Becket. Nas paredes da igreja estão afrescos do século XII representando o Agnus Dei e os tetramorfos. Na nave esquerda (norte) esta um afresco de "São Jerônimo Emiliano apresentando órfãos à Virgem", de Jean Francois De Troy. No fim deste mesmo corredor está "Santos Degraus e a igreja titular de Santo Aleixo", em madeira e estuque, de Andrea Bergondi.
A basílica tem sido um título cardinalício desde 1587, quando era chamada apenas de Sant'Alessio. No século XIX, foi rededicada e adquiriu seu nome atual, São Bonifácio e Santo Aleixo.

## Galeria

Imagens da igreja
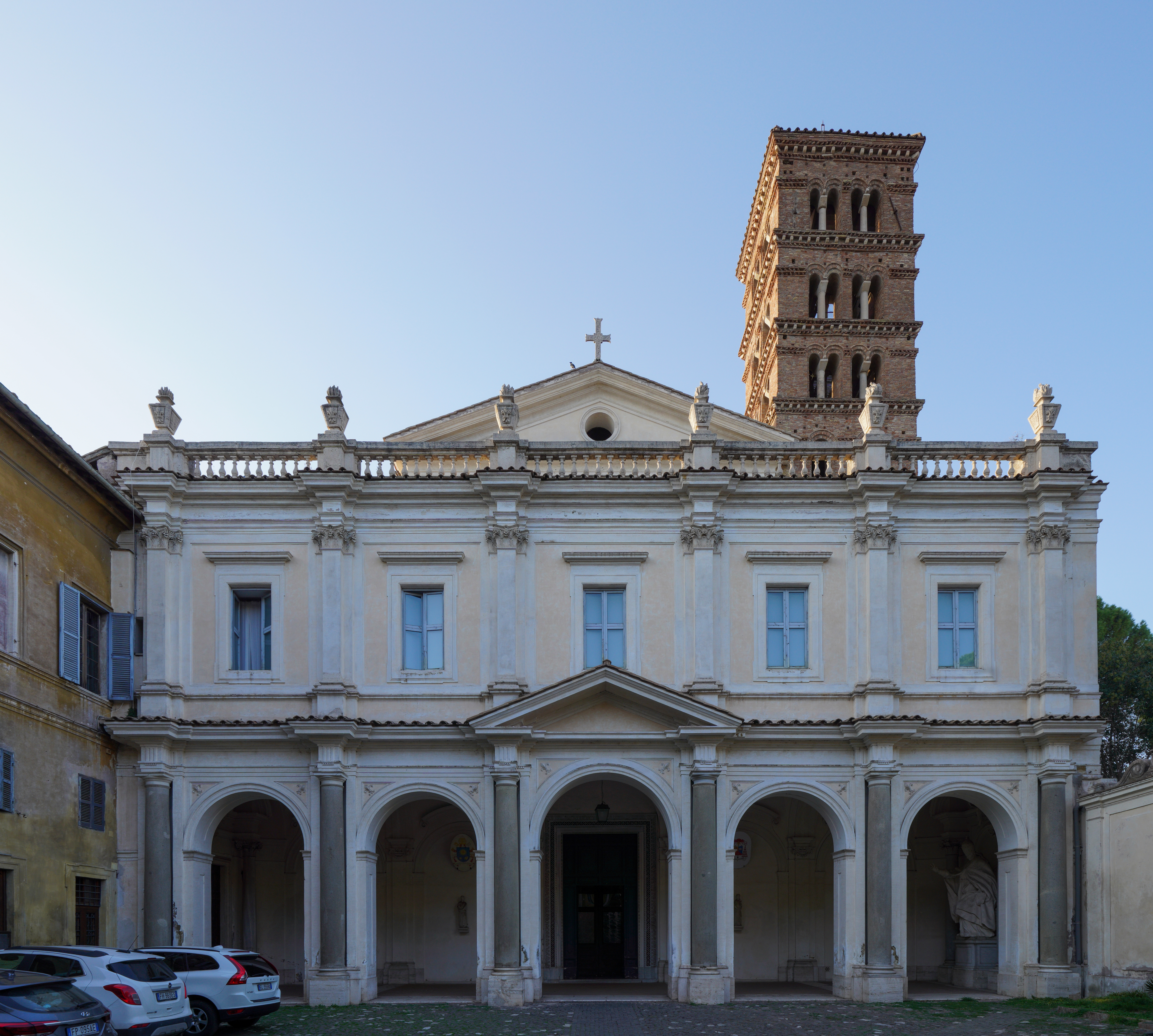
Fachada
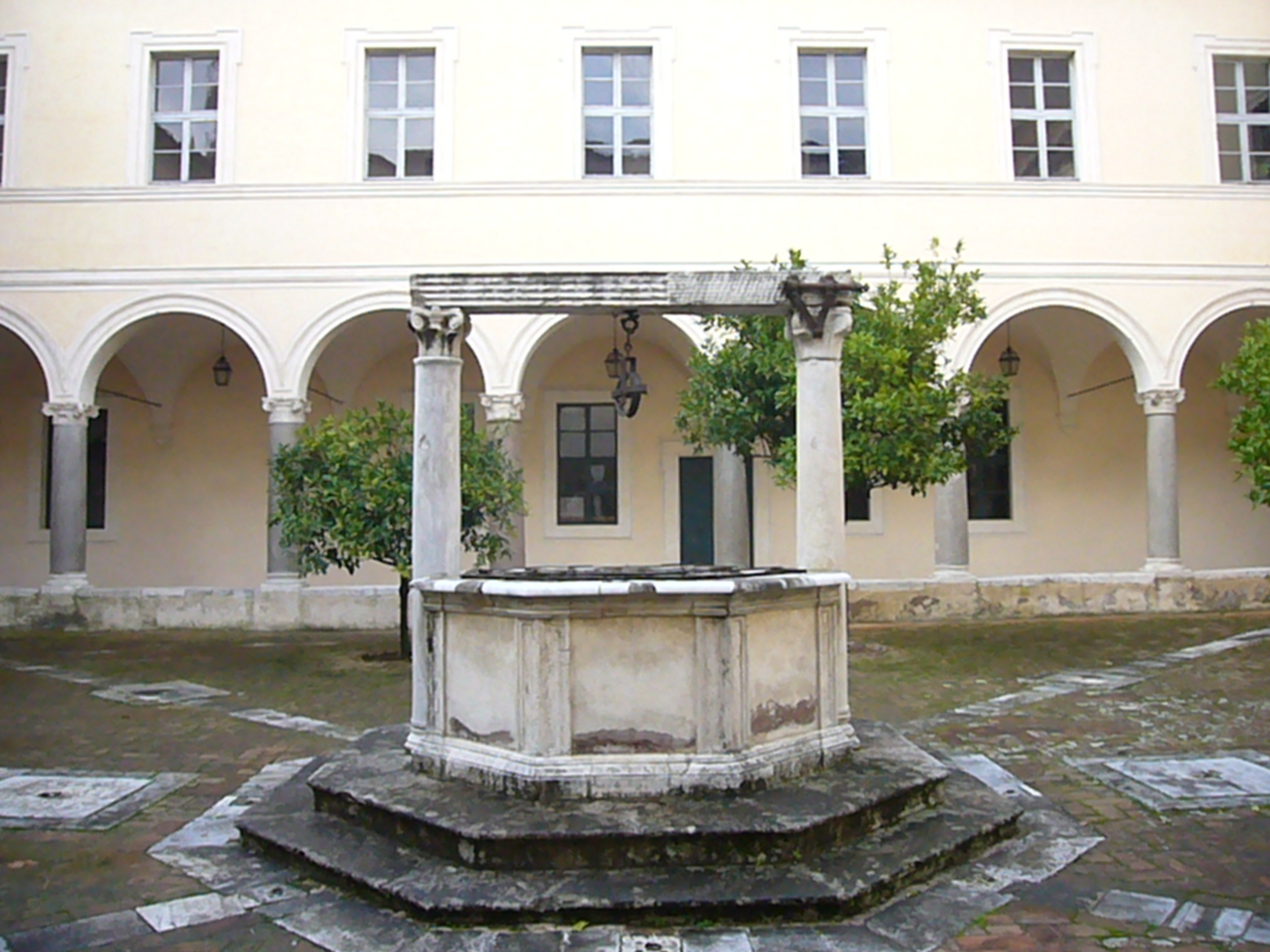
Poço no claustro
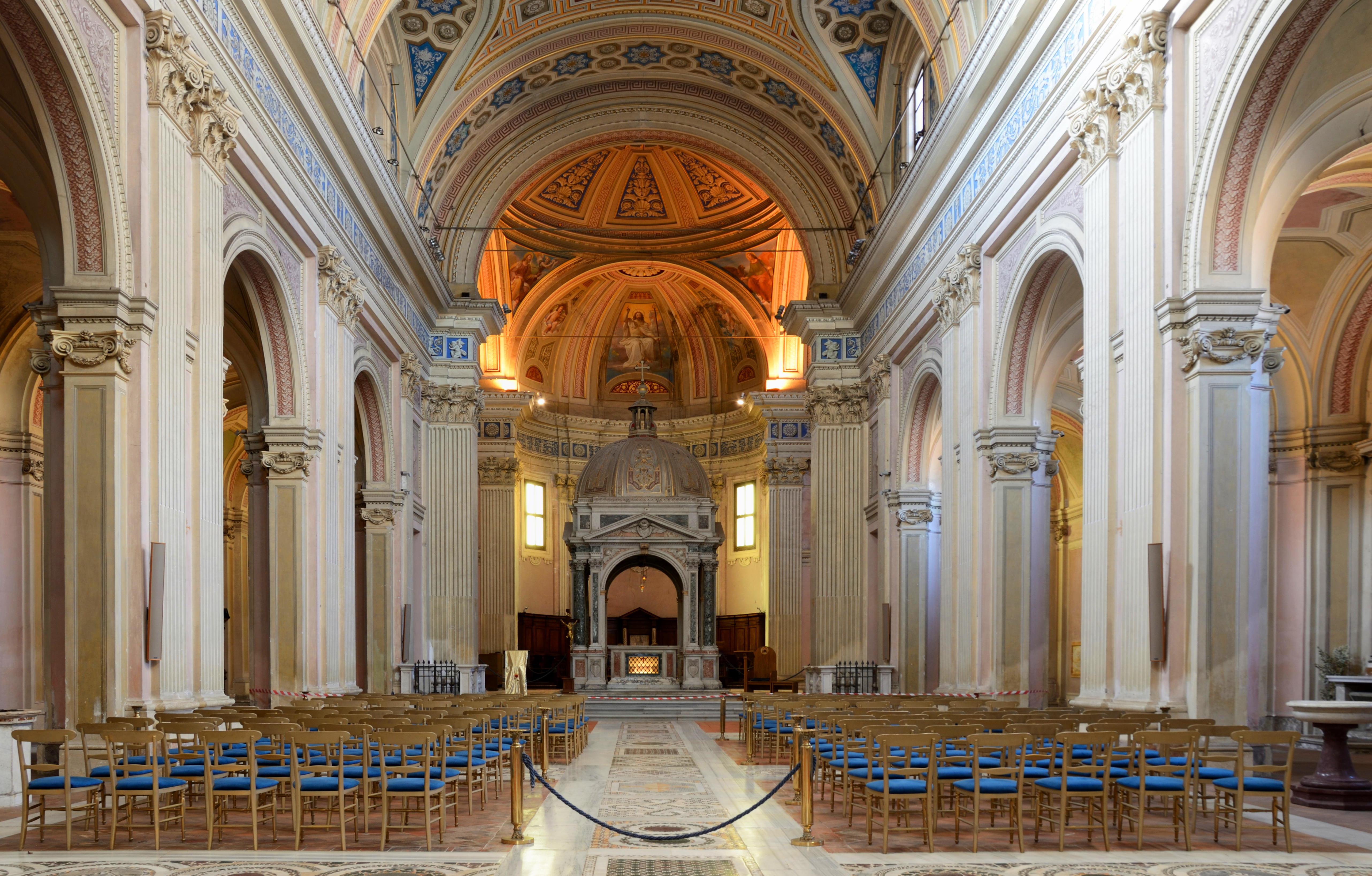
Vista do interior
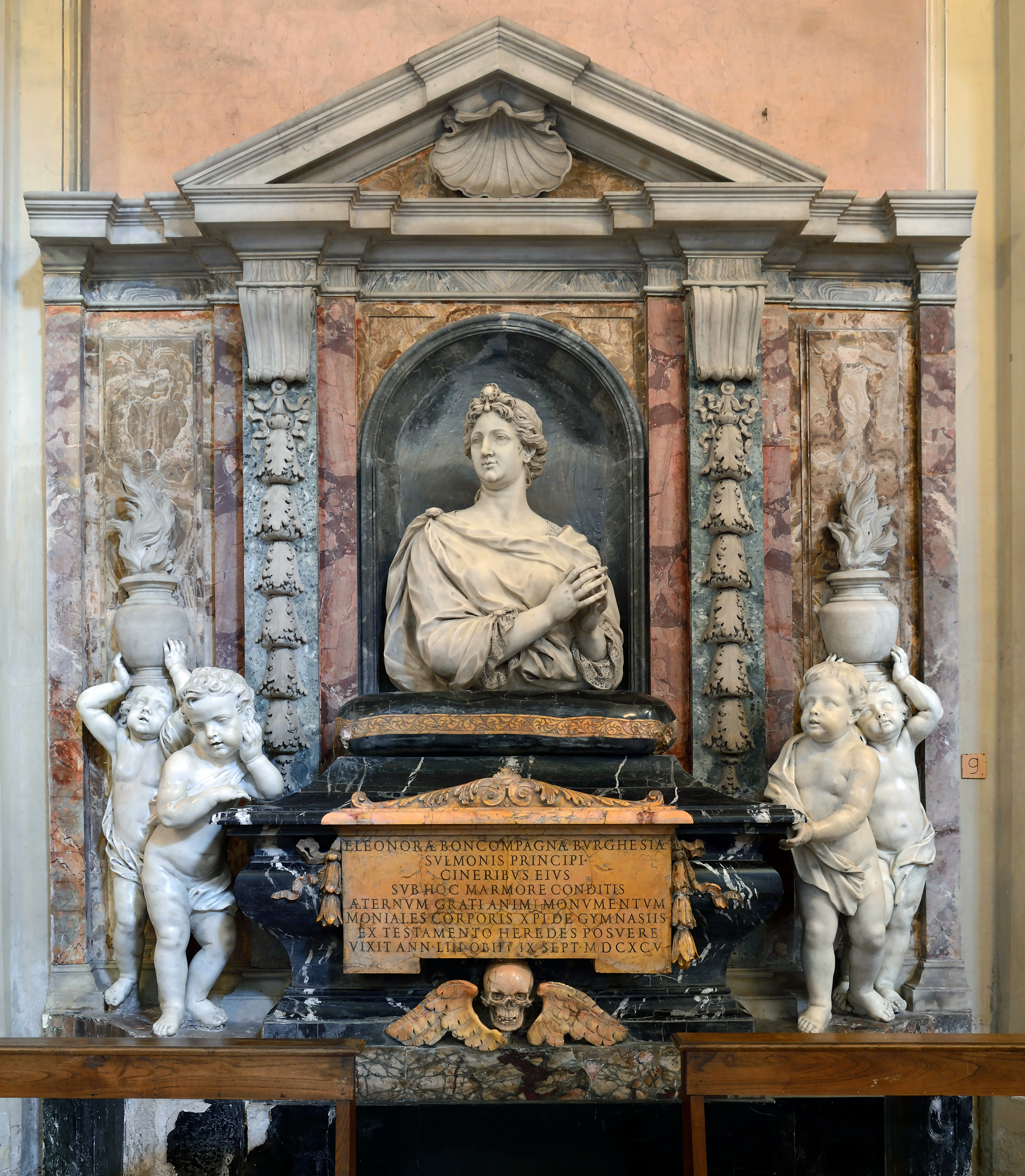
Túmulo de Eleonora Buoncompagni Borguese